# Egon Zimmermann (sciatore 1939-2019)
Egon Zimmermann (Lech, 8 febbraio 1939 – Lech, 23 agosto 2019) è stato uno sciatore alpino austriaco, campione olimpico e iridato nella discesa libera a Innsbruck 1964, campione iridato nello slalom gigante a Chamonix 1962 e vincitore di numerose classiche dello sci alpino.
È indicato anche come Egon Zimmermann II per distinguerlo dall'omonimo sciatore nato nel 1933.

## Biografia

### Carriera sciistica

#### Stagioni 1958-1961
Egon Zimmermann, sciatore polivalente, debuttò in campo internazionale in occasione dello slalom gigante del trofeo Kreuzer 1958 (Patscherkofel, 1º maggio), classificandosi 13º; nel 1960 al trofeo del Lauberhorn (Wengen, 9-10 gennaio) si piazzò 3º nella discesa libera, al trofeo Holmenkollen-Kandahar (Holmenkollen, 18-20 marzo) vinse lo slalom gigante, lo slalom speciale e la combinata, alla 3-Tre di Madonna di Campiglio fu 2º nello slalom speciale e 3º nella combinata e al Critérium de la première neige (Val-d'Isère, 16-18 dicembre) si classificò 2º nella combinata.
Nel 1961 si piazzò 2º nella discesa libera sulla Streif dello Hahnenkamm (Kitzbühel, 20 gennaio), 3º nella discesa libera e nella combinata della Coupe Émile Allais (Megève, 27-29 gennaio) e vinse la discesa libera e la combinata della 3-Tre di Madonna di Campiglio, dove fu anche 2º nello slalom speciale e 3º nello slalom gigante, prima di infortunarsi durante le prove della discesa libera del trofeo Arlberg-Kandahar (Mürren, 10-12 marzo).

#### Stagioni 1962-1964
Tornato alle gare nel gennaio dell'anno seguente, in febbraio ai Mondiali di Chamonix 1962, suo esordio iridato, Zimmermann vinse la medaglia d'oro nello slalom gigante e quella di bronzo nella discesa libera (le due gare nelle quali prese il via); nel prosieguo della stagione vinse lo slalom speciale dell'Arlberg-Kandahar (Sestriere, 9-11 marzo), dove si classificò anche 2º nella discesa libera e nella combinata, e la discesa libera e la combinata della Coppa  Otto Furrer (Zermatt, 16-18 marzo).
Nel 1963 si piazzò 3º nello slalom speciale e nella combinata del Lauberhorn (Wengen, 12-13 gennaio), vinse la discesa libera e la combinata dello Hahnenkamm (Kitzbühel, 19-20 gennaio) e della Coupe Émile Allais (Megève, 25-27 gennaio) e fu 3º nella combinata pre-olimpica di Innsbruck (15-17 febbraio); l'anno dopo fu 2º nello slalom gigante di Bad Hindelang (5 gennaio), vinse i due slalom giganti del Lauberhorn (Wengen, 10-11 gennaio), si classificò 2º nella seconda discesa libera della 3-Tre (Madonna di Campiglio, 19 gennaio) ed esordì ai Giochi olimpici invernali: a Innsbruck 1964 conquistò la medaglia d'oro nella discesa libera (valida anche ai fini dai Mondiali 1964) e non completò lo slalom gigante. Nel prosieguo di quella stagione 1963-1964 si piazzò 3º nello slalom speciale di Östersund (17 marzo) e vinse la discesa libera di Gällivare (22 marzo).

#### Stagioni 1965-1968
Nella stagione 1964-1965 non gareggiò in campo internazionale; nella successiva stagione 1965-1966 fu 2º nella discesa libera della 3-Tre (Madonna di Campiglio, 11 febbraio), 3º in quella del Bud Werner Memorial (Sun Valley, 25 marzo), 3º nello slalom gigante di Farellones (19 luglio) e partecipò ai Mondiali di Portillo 1966, dove si classificò 12º nella discesa libera e non completò lo slalom gigante.
In Coppa del Mondo esordì nella gara inaugurale del circuito, lo slalom speciale disputato il 5 gennaio 1967 a Berchtesgaden senza completare la prova, ottenne il primo piazzamento il 9 gennaio ad Adelboden in slalom gigante (11º) e il miglior risultato (nonché primo piazzamento a punti) il 14 gennaio a Wengen in discesa libera (4º); nella medesima località nel massimo circuito conquistò anche l'ultimo piazzamento, il 13 gennaio 1968 in discesa libera (10º), e prese per l'ultima volta il via, il giorno dopo in slalom speciale senza completare la gara. Ai successivi X Giochi olimpici invernali, sua ultima presenza olimpica e iridata, fu 13º nella discesa libera; si congedò dalle competizioni in occasione dei Campionati austriaci 1968 disputati a Kleinkirchheim, dove vinse la medaglia d'argento nella discesa libera del 1º marzo.

### Altre attività
Nel 2012 partecipò alla cerimonia di apertura dei I Giochi olimpici giovanili invernali di Innsbruck 2012, portando la torcia olimpica; ammalatosi di sclerosi multipla, morì nel 2019.

## Palmarès

### Olimpiadi
- 1 medaglia, valida anche ai fini dei Mondiali:
  - 1 oro (discesa libera a Innsbruck 1964)

### Mondiali
- 2 medaglie, oltre a quella conquistata in sede olimpica e valida anche ai fini dei Mondiali:
  - 1 oro (slalom gigante a Chamonix 1962)
  - 1 bronzo (discesa libera a Chamonix 1962)

### Classiche
3-Tre
- 2 vittorie (discesa libera, combinata a Madonna di Campiglio 1961)

Arlberg-Kandahar
- 1 vittoria (slalom speciale a Sestriere 1962)

Coupe Émile Allais
- 2 vittorie (discesa libera, combinata a Megève 1963)

Hahnenkamm
- 2 vittorie (discesa libera, combinata a Kitzbühel 1961)

Holmenkollen-Kandahar
- 3 vittorie (slalom gigante, slalom speciale, combinata a Holmenkollen 1960)

Lauberhorn
- 2 vittorie (slalom gigante/1, slalom gigante/2 a Wengen 1964)

### Coppa del Mondo
- Miglior piazzamento in classifica generale: 17º nel 1967

### Campionati austriaci
- 4 medaglie:
  -  1 oro (discesa libera nel 1966)
  -  1 argento (discesa libera nel 1968)
  -  2 bronzi (slalom speciale nel 1965; slalom gigante nel 1966)[senza fonte]

## Riconoscimenti
- Premio Skieur d’Or dell'Association Internationale des Journalistes de Ski nel 1963[senza fonte]